# Palm Pictures
Pour les articles homonymes, voir Palm.
Palm Pictures est une société de production, d'acquisition et de distribution de films et de musique basée aux États-Unis.
La société y a notamment distribué You're Gonna Miss Me, 13 Tzameti, Patti Smith: Dream of Life...